# 佩德洛·皮諾德斯
佩德洛·皮諾德斯（1989年9月30日—）是一名安哥拉游泳運動員，曾代表國家參加2012年倫敦奧運和2016年里約奧運的男子400米混合泳比賽，兩屆比賽均未獲得獎牌。